# The Impossible
The Impossible (Originaltitel: Lo imposible, Langtitel: The Impossible – Nichts ist stärker als der Wille, zu überleben, auch The Impossible – Überleben ist alles) ist ein melodramatischer Film aus dem Jahr 2012, der die wahre Geschichte einer spanischen Familie, die sich beim Tsunami von 2004 ereignete, zum Thema hat.

## Handlung
Henry und Maria Bennett kommen am 24. Dezember 2004 mit ihren drei Söhnen im thailändischen Khao Lak in ihrem Urlaubshotel an. Am übernächsten Tag wird die Familie, die sich am Hotelpool aufhält, vom Tsunami erfasst. Maria, Henry und die Kinder überleben die Katastrophe zwar, werden aber getrennt. Maria und Lucas, der älteste Sohn, treiben zunächst zusammen im Wasser, irren dann gemeinsam durch die Trümmer und finden einen kleinen Jungen, Daniel, der von seinen Eltern getrennt wurde. Sie nehmen ihn mit auf einen Baum, um sich vor weiteren Wellen in Sicherheit zu bringen. Die drei werden von Thailändern gefunden, die Lucas und die schwerverletzte Maria in ein Krankenhaus bringen.
Henry hält sich mit seinen Söhnen Thomas und Simon in den Trümmern des Hotels auf; er vertraut sie Fremden an, die ins höher gelegene Hinterland in Sicherheit gebracht werden, und setzt die Suche nach seiner Frau und Lucas fort.
Thomas und Simon werden mit einer Gruppe anderer Kinder abtransportiert, als sie bei einem Zwischenstopp an einem Krankenhaus zufällig auf ihren Bruder Lucas und ihren Vater stoßen. Somit ist die ganze Familie im Krankenhaus wiedervereint, wo Maria wegen ihrer Verletzungen operiert werden muss.
Zur besseren medizinischen Versorgung werden danach alle nach Singapur geflogen.

## Kritiken
„Fragen nach dem nicht Erzählbaren, nach der ‚true story‘, wie es zu Beginn des Films exponiert heißt – die Handlung basiert auf dem Schicksal der spanischen Familie Belon – bleiben außen vor, ‚The Impossible‘ lässt sie mit seinem fiesen emotionalen Impact gar nicht erst aufkommen, macht sie nicht zu seinem Problem. Den nicht annähernd einen ähnlichen Druck aufbauenden TV-Bildern von damals und dramaturgisch wenig pointierten Internet-Videos der Geschehnisse setzt der Film eine konsequent kondensierte Verpflanzung der Naturkatastrophe in individuell-körperliches Leiden und dessen Ausstellung entgegen. Nichts ist dabei mehr außerhalb zu denken.“

„‚The Impossible‘ ist ein packend gespieltes und wirkungsvoll, aber einseitig inszeniertes Katastrophen-Drama über den Überlebenskampf einer Familie.“

„Eine Familie erlebt Ende 2004 den Mördertsunami in Südostasien – das lässt auf einen Katastrophenfilm schließen. Stattdessen wurde aus The Impossible ein selten intensives Drama mit zwei unglaublich starken Hauptdarstellern. Enttäuschend ist nur das zu konstruierte und kitschige Ende.“

## Auszeichnungen
- Goya 2013
  - Gewonnen: Beste Regie – Juan Antonio Bayona
  - Gewonnen: Beste Produktionsleitung – Sandra Hermida
  - Gewonnen: Bester Schnitt – Elena Ruiz und Bernat Vilaplana
  - Gewonnen: Bester Ton – Peter Glossop, Marc Orts und Oriol Tarragó
  - Gewonnen: Beste Spezialeffekte – Pau Costa und Félix Bergés
  - Nominiert: Bester Film
  - Nominiert: Beste Hauptdarstellerin – Naomi Watts
  - Nominiert: Bester Nebendarsteller – Ewan McGregor
  - Nominiert: Bester Nachwuchsdarsteller – Tom Holland
  - Nominiert: Bestes Originaldrehbuch – Sergio G. Sánchez
  - Nominiert: Bestes Szenenbild – Eugenio Caballero
  - Nominiert: Beste Kamera – Óscar Faura
  - Nominiert: Beste Maske – Alessandro Bertolazzi, David Martí und Montse Ribé
  - Nominiert: Beste Filmmusik – Fernando Velázquez

- National Board of Review Awards 2012
  - Gewonnen: Bester Nachwuchsdarsteller – Tom Holland

- Young Artist Awards 2013
  - Gewonnen: Bester Hauptdarsteller in einem Spielfilm – Tom Holland
  - Nominiert: Bester Nebendarsteller in einem Spielfilm – Samuel Joslin
  - Nominiert: Bester Nebendarsteller in einem Spielfilm (zehn Jahre oder jünger) – Oaklee Pendergast

- Saturn Awards 2013
  - Nominiert: Bester Horrorfilm/Thriller
  - Nominiert: Beste Hauptdarstellerin – Naomi Watts
  - Nominiert: Bester Nachwuchsschauspieler – Tom Holland
  - Nominiert: Bestes Make-up – David Martí, Montse Ribé und Vasit Suchitta

- Screen Actors Guild Awards 2013
  - Nominiert: Beste Hauptdarstellerin – Naomi Watts

- Golden Globe Awards 2013
  - Nominiert: Beste Hauptdarstellerin – Naomi Watts

- Oscarverleihung 2013
  - Nominiert: Beste Hauptdarstellerin – Naomi Watts